# Генрих III де Водемон
Генрих III (фр. Henri III de Vaudémont; ок. 1290 — между 30 августа 1347 и 21 января 1348) — граф Водемона с 1299 года. Последний представитель первой династии, правившей Водемоном с 1073 года.

## Биография
Родился ок. 1290 года. Сын Генриха II де Водемона и его жены Гелисенты де Вержи. К моменту смерти отца был ещё ребёнком, и до совершеннолетия находился под опекой отчима — коннетабля Франции Гоше де Шатильона.
В 1305 году вторгся во владения герцога Лотарингии Тибо II и нанес ему поражения в битвах при Ремеревилле и Пюллиньи. Затем они помирились, и Генрих III женился на сестре Тибо Изабелле.
Участвовал в битве при Касселе (1328) в составе армии французского короля Филиппа VI.

## Семья
Жена (с февраля 1306) — Изабелла Лотарингская (ум. 1335), дочь герцога Лотарингии Ферри III, вдова герцога Людвига III Баварского (1269—1296). Она была старше Генриха III не менее чем на 10 лет, и принесла ему в приданое 10 тысяч ливров турнуа. Дети:
- Генрих IV (погиб в битве при Креси в 1346), соправитель отца
- Маргарита (ум. 1355), жена Ансо де Жуанвиля. Их сын Генрих наследовал графство Водемон после смерти деда.